# Charles Itandje
Charles Itandje (Bobigny, Francia, 2 de noviembre de 1982) es un exfutbolista y entrenador camerunés que jugaba de portero. Desde 2020 es entrenador de porteros del Football Club de Versailles 78.

## Selección nacional
Fue internacional con la selección de Camerún en doce ocasiones entre 2013 y 2014, año en el que jugó los tres partidos de los cameruneses en la fase de grupos de la Copa Mundial.

### Participaciones en Copas del Mundo
| Mundial                        | Sede   | Resultado    |
| ------------------------------ | ------ | ------------ |
| Copa Mundial de Fútbol de 2014 | Brasil | Primera fase |

## Clubes
| Club                   | País       | Año       |
| ---------------------- | ---------- | --------- |
| Red Star F. C.         | Francia    | 2000-2001 |
| R. C. Lens             | Francia    | 2001-2007 |
| Liverpool F. C.        | Inglaterra | 2007-2010 |
| AO Kavala (cedido)     | Grecia     | 2009-2010 |
| Atromitos de Atenas    | Grecia     | 2011-2013 |
| PAOK de Salónica F. C. | Grecia     | 2013-2015 |
| Konyaspor (cedido)     | Turquía    | 2013-2014 |
| Çaykur Rizespor        | Turquía    | 2015-2016 |
| Gaziantepspor          | Turquía    | 2016-2017 |
| Adanaspor              | Turquía    | 2017-2018 |
| F. C. Versailles 78    | Francia    | 2018-2019 |